# Psarosoupa
Psarosoupa (ψαρόσουπα) é uma sopa de peixe típica da culinária da Grécia e, como em todas as receitas populares, existem variações nos ingredientes e na preparação. A psarosoupa tem como base um cozido de vegetais, a que se junta o peixe, mas sem transformar a preparação num caldo de peixe; normalmente é temperada com limão, mas numas receitas usa-se o avgolemono e noutras o latholemono (sumo de limão misturado com azeite). Algumas fontes advertem que a diferença entre a psarosoupa e a kakavia é que esta última leva tomate, enquanto noutras, a kakavia é muito semelhante à psarosoupa, mas incluindo mariscos. Noutra receita começa por se preparar o caldo de peixe e só depois juntar os vegetais e arroz, mas sem fazer referência ao limão ou ao azeite. Ainda outra receita inclui o aipo, cebola e cenoura, mas a sopa é engrossada com trahana e servida com azeite e salsa picada.
Um dos aspetos em que as várias fontes concordam é que para estas sopas deve usar-se peixe de carne branca, como a pescada (ou outras espécies da família do bacalhau), os pargos ou o tamboril e evitar peixes de sabor forte, como os da família do carapau ou da cavala. Quanto à forma de preparar o peixe, algumas receitas aconselham a usar apenas os filetes, enquanto noutras o peixe pode ser cozido inteiro no caldo, de preferência usando uma rede para cozer em vapor, que evita que as espinhas se misturem com o caldo.
Os vegetais, tipicamente cebola, cenoura, aipo ou selino (uma variedade de aipo mais fino, mas com um sabor mais forte e um tubérculo grande), batata e abobrinha, são cozidos em água com sal e pimenta, mas em algumas receitas começa-se por saltear estes vegetais em azeite; nas receitas em que se usa tomate na psarosoupa, este ingrediente é adicionado ao cozido nesta altura. A meia-cozedura, junta-se o peixe e deixa-se cozer junto com os vegetais. Entretanto, prepara-se o avgolemono, misturando cuidadosamente ovos, sumo de limão e um pouco de farinha de trigo, ou o latholemono, batendo vigorosamente o sumo de limão com azeite.
Quando o peixe está cozido, retira-se do caldo. Numa receita, retiram-se ao mesmo tempo a maior parte dos vegetais cozidos e tempera-se o conjunto com o latholemono; os vegetais que ficaram no caldo transformam-se em puré, junta-se água e leva-se de novo ao lume para cozer arroz; quando este está cozido, retira-se o caldo (ou sopa) do lume e junta-se sumo de limão. A sopa pode ser servida à parte do peixe e vegetais temperados, ou pode misturar-se tudo para servir.
Na outra receita, junta-se cuidadosamente o avgolemono ao caldo, retifica-se o tempero e junta-se o peixe à sopa, seja numa terrina, seja nos pratos individuais. Serve-se com pão bem cozido e pedaços de limão e azeite para adicionar à sopa, segundo o gosto.